# Денні Грем
Денні Грем (англ. Danny Graham, нар. 14 серпня 1985, Гейтсхед) — англійський футболіст, нападник клубу «Сандерленд». На правах оренди виступає за «Блекберн Роверз».

## Клубна кар'єра
Народився 14 серпня 1985 року в місті Гейтсхед. Вихованець футбольної школи клубу «Честер-ле-Стріт Таун».

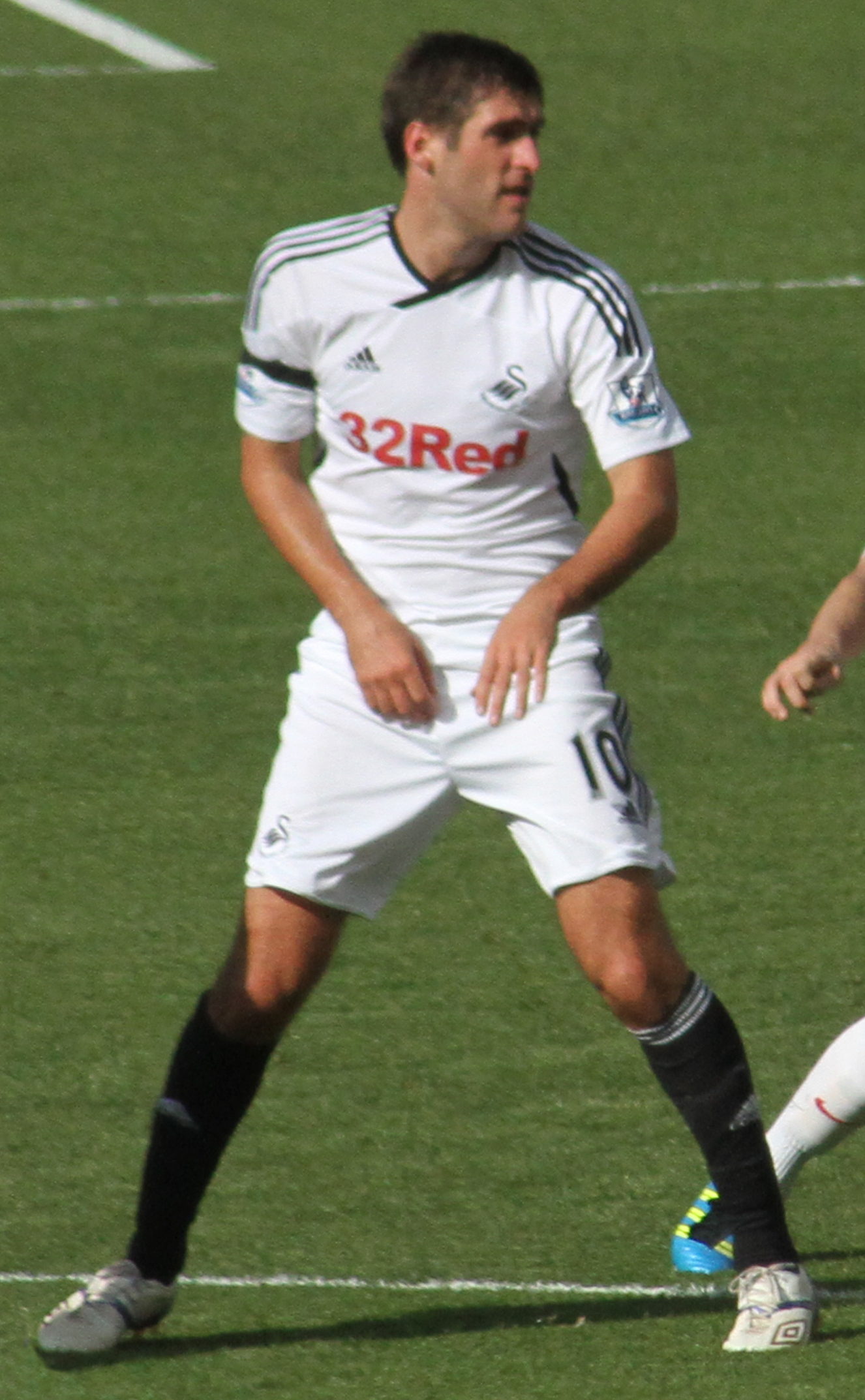
Денні Грем під час виступів за «Свонсі Сіті». 11 вересня 2011 року.

У дорослому футболі дебютував 2003 року виступами за команду клубу «Мідлсбро», в якій загалом провів чотири сезони, взявши участь лише у 15 матчах чемпіонату.
Перебуваючи на контракті з «Мідлсбро», значний час провів виступами на умовах оренди у складі команд клубів «Дарлінгтон», «Дербі Каунті», «Лідс Юнайтед», «Блекпул» та «Карлайл Юнайтед».
2007 року перейшов до «Карлайл Юнайтед» на умовах повноцінного контракту, а за два роки, у 2009, став гравцем клубу «Вотфорд».
До складу клубу «Свонсі Сіті» приєднався 2011 року за £ 3,5 млн. За півтора року встиг відіграти за валійську команду 54 матчі в національному чемпіонаті.
31 січня 2013 року Грем підписав контракт з «Сандерлендом» на термін 3 з половиною роки, сума контракту склала 5 мільйонів фунтів. Денні дебютував за «Сандерленд» 2 лютого 2013 року, проте основним гравцем так і не став.
19 липня 2013 року нападник був відданий в сезонну оренду новачку Прем'єр-Ліги «Галл Сіті», але вже в січні наступного року його оренда була достроково припинена і 2014 рік він провів на правах оренди у Чемпіоншіпі: першу половину року форвард виступав за «Мідлсбро», а другу — за «Вулвергемптон».
На початку 2015 року гравець повернувся в «Сандерлендом» і за рік зіграв у 24 матчах Прем'єр-ліги.
20 січня 2016 року знову на правах оренди перейшов в клуб Чемпіоншіпу, цього разу до «Блекберн Роверз». Відтоді встиг відіграти за команду з Блекберна 10 матчів в національному чемпіонаті, забивши 3 голи.

## Виступи за збірну
4 лютого 2005 року зіграв один матч за молодіжну збірну Англії до 20 років проти однолітків з Росії (2:0).

## Статистика виступів

### Статистика клубних виступів
| Сезон                   | Команда                 | Чемпіонат               | Чемпіонат | Чемпіонат | Національний кубок | Національний кубок | Національний кубок | Континентальні кубки | Континентальні кубки | Континентальні кубки | Інші змагання | Інші змагання | Інші змагання | Усього | Усього |
| Сезон                   | Команда                 | Ліга                    | Ігор      | Голів     | Ліга               | Ігор               | Голів              | Ліга                 | Ігор                 | Голів                | Ліга          | Ігор          | Голів         | Ігор   | Голів  |
| ----------------------- | ----------------------- | ----------------------- | --------- | --------- | ------------------ | ------------------ | ------------------ | -------------------- | -------------------- | -------------------- | ------------- | ------------- | ------------- | ------ | ------ |
| 2009–10                 | «Вотфорд»               | Ч (ІІ)                  | 46        | 14        | КА+КЛ              | 1+2                | 0                  | -                    | -                    | -                    | -             | -             | -             | 49     | 14     |
| 2010–11                 | «Вотфорд»               | Ч (ІІ)                  | 45        | 24        | КА+КЛ              | 2+2                | 1+2                | -                    | -                    | -                    | -             | -             | -             | 49     | 27     |
| Усього за «Вотфорд»     | Усього за «Вотфорд»     | Усього за «Вотфорд»     | 91        | 38        |                    | 7                  | 3                  |                      | -                    | -                    |               | -             | -             | 98     | 41     |
| 2011–12                 | «Свонсі Сіті»           | ПЛ                      | 36        | 12        | КА+КЛ              | 2+1                | 2+0                | -                    | -                    | -                    | -             | -             | -             | 39     | 14     |
| 2012–13                 | «Свонсі Сіті»           | ПЛ                      | 18        | 3         | КА+КЛ              | 2+3                | 1+3                | -                    | -                    | -                    | -             | -             | -             | 23     | 7      |
| Усього за «Свонсі Сіті» | Усього за «Свонсі Сіті» | Усього за «Свонсі Сіті» | 54        | 15        |                    | 8                  | 6                  |                      | -                    | -                    |               | -             | -             | 62     | 21     |
| 2012–13                 | «Сандерленд»            | ПЛ                      | 13        | 0         | КА+КЛ              | -                  | -                  | -                    | -                    | -                    | -             | -             | -             | 13     | 0      |
| 2013–14                 | «Галл Сіті»             | ПЛ                      | 18        | 1         | КА+КЛ              | 1+1                | 0                  | -                    | -                    | -                    | -             | -             | -             | 20     | 1      |
| 2013–14                 | «Мідлсбро»              | ПЛ (ІІ)                 | 18        | 6         | КА+КЛ              | -                  | -                  | -                    | -                    | -                    | -             | -             | -             | 18     | 6      |
| 2014–15                 | «Вулвергемптон»         | Ч (ІІ)                  | 5         | 1         | КА+КЛ              | 0                  | 0                  | -                    | -                    | -                    | -             | -             | -             | 5      | 1      |
| 2014–15                 | «Сандерленд»            | ПЛ                      | 14        | 1         | КА+КЛ              | 2+1                | 0                  | -                    | -                    | -                    | -             | -             | -             | 17     | 1      |
| 2015–16                 | «Сандерленд»            | ПЛ                      | 10        | 0         | КА+КЛ              | 1+1                | 0                  | -                    | -                    | -                    | -             | -             | -             | 12     | 0      |
| Усього за «Сандерленд»  | Усього за «Сандерленд»  | Усього за «Сандерленд»  | 37        | 1         |                    | 5                  | 0                  |                      | -                    | -                    |               | -             | -             | 42     | 1      |
| 2015–16                 | «Блекберн Роверз»       | Ч (ІІ)                  | 0         | 0         | КА+КЛ              | 0+0                | 0+0                | -                    | -                    | -                    | -             | -             | -             | 0      | 0      |
| Усього за кар'єру       | Усього за кар'єру       | Усього за кар'єру       | 223       | 62        |                    | 22                 | 9                  |                      | -                    | -                    |               | -             | -             | 245    | 71     |